# 米洛 (伊利諾伊州)
米洛（英語：Milo）是位於美國伊利諾伊州比羅縣的一個非建制地區。該地的面積和人口皆未知。

## 地理
米洛的座標為41°11′33″N 89°34′56″W / 41.19250°N 89.58222°W，而該地的平均海拔高度為270米（即886英尺）。